# Ours de Toulouse
 (mars 2019).
Si vous disposez d'ouvrages ou d'articles de référence ou si vous connaissez des sites web de qualité traitant du thème abordé ici, merci de compléter l'article en donnant les références utiles à sa vérifiabilité et en les liant à la section « Notes et références ».
 (mars 2019).
Stade
Maillots
Saison en cours
Le club de football américain des Ours de Toulouse est basé sur la zone verte des Argoulets (sortie Balma). Le club fondé en 1986 est aujourd’hui l’un des plus anciens et des plus grands du championnat de France avec plus de 450 licenciés répartis en 3 disciplines : Le football américain, le flag (version allégée sans équipement ni contact) et le cheerleading.
Avec une croissance régulière et permanente de licenciés, la vocation première du club est d’assurer l’initiation des pratiquants, leur développement physique, technique autant que leur comportement.

## Histoire
Le Football Américain fait son apparition en France grâce à Laurent Plegelatte, professeur d'éducation physique qui découvre ce sport au cours d'un séjours à Denver dans le Colorado en 1980.
De son voyage il ramènera en France 24 équipements… Les premiers entrainements suivront avec une bande de copains à Vincennes. L'équipe s'étoffe, Laurent Plegelatte crée le 1er club de Football Américain en France, Les Spartacus de Paris.
Très rapidement de nouveaux clubs apparaissent et donneront en juin 1981 le premier match officiel entre les Spartacus et les Météores.
En 1982, le 1er Championnat de France est organisé entre 4 clubs : le Casque d'Or. Dès 1983, 6 clubs sont engagés en 1re division et 3 dans une division inférieure : le Casque d'Argent. La Fédération Française de Football Américain est créée et l'équipe nationale dispute son 1er Championnat d'Europe en Italie et se classera 4e.
C'est en 1986 que les Ours montrent le bout de leur nez, créés par d'anciens joueurs des Centurians qui depuis 1983 faisaient découvrir le Football Américain au public toulousain. Aujourd'hui, le club des Ours reste un des plus vieux de France encore en activité.

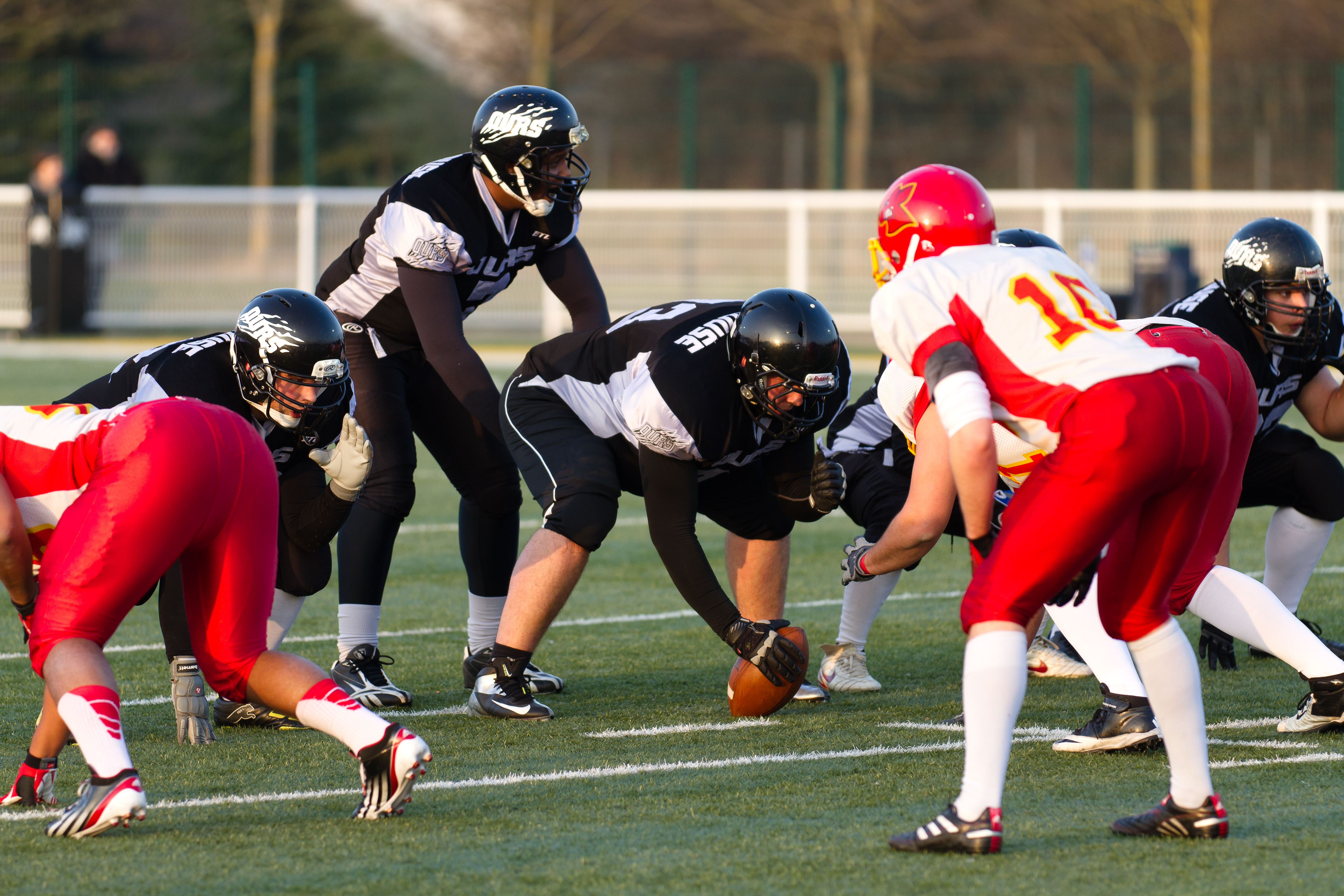
Équipe junior en 2013
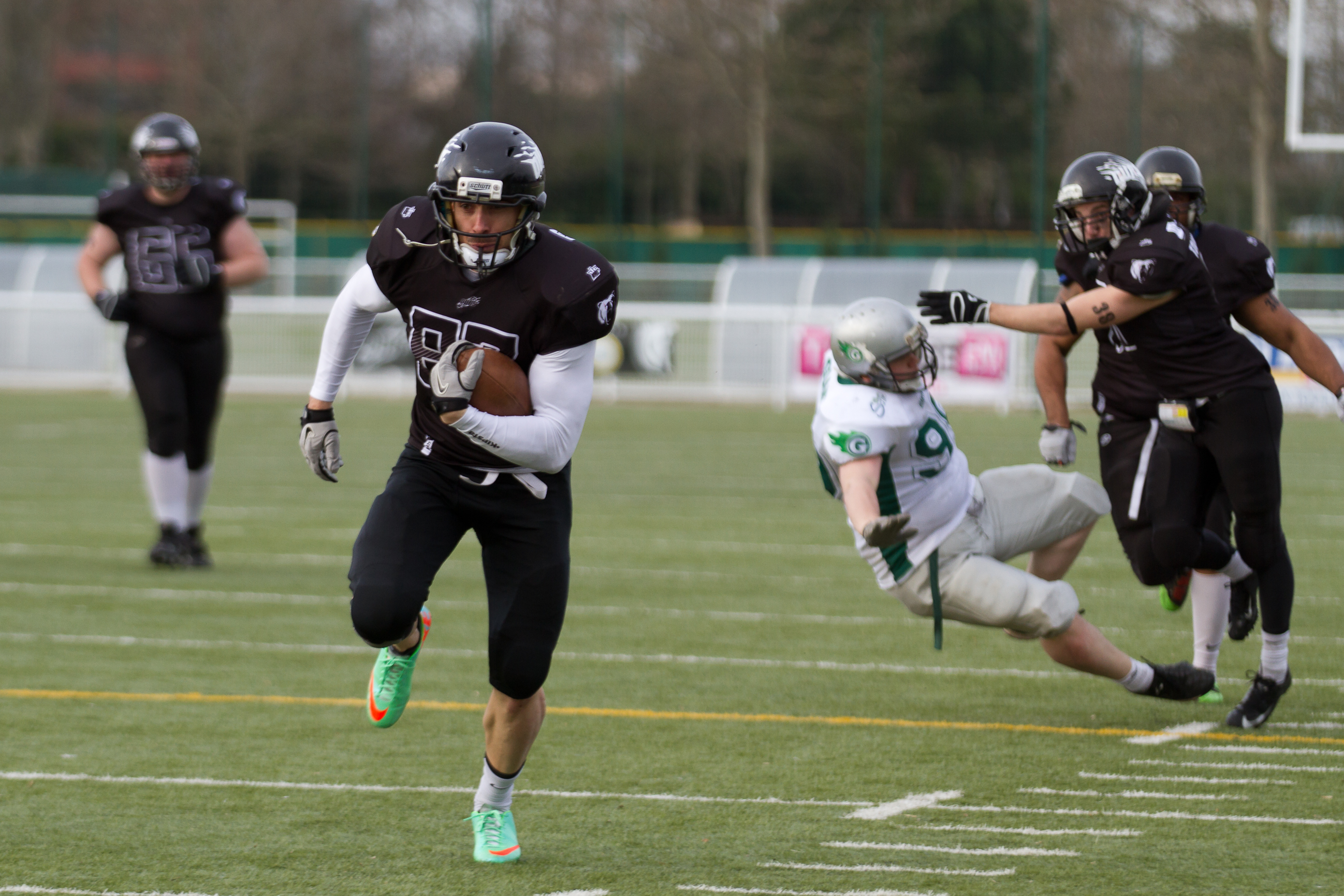
Équipe Senior en 2014
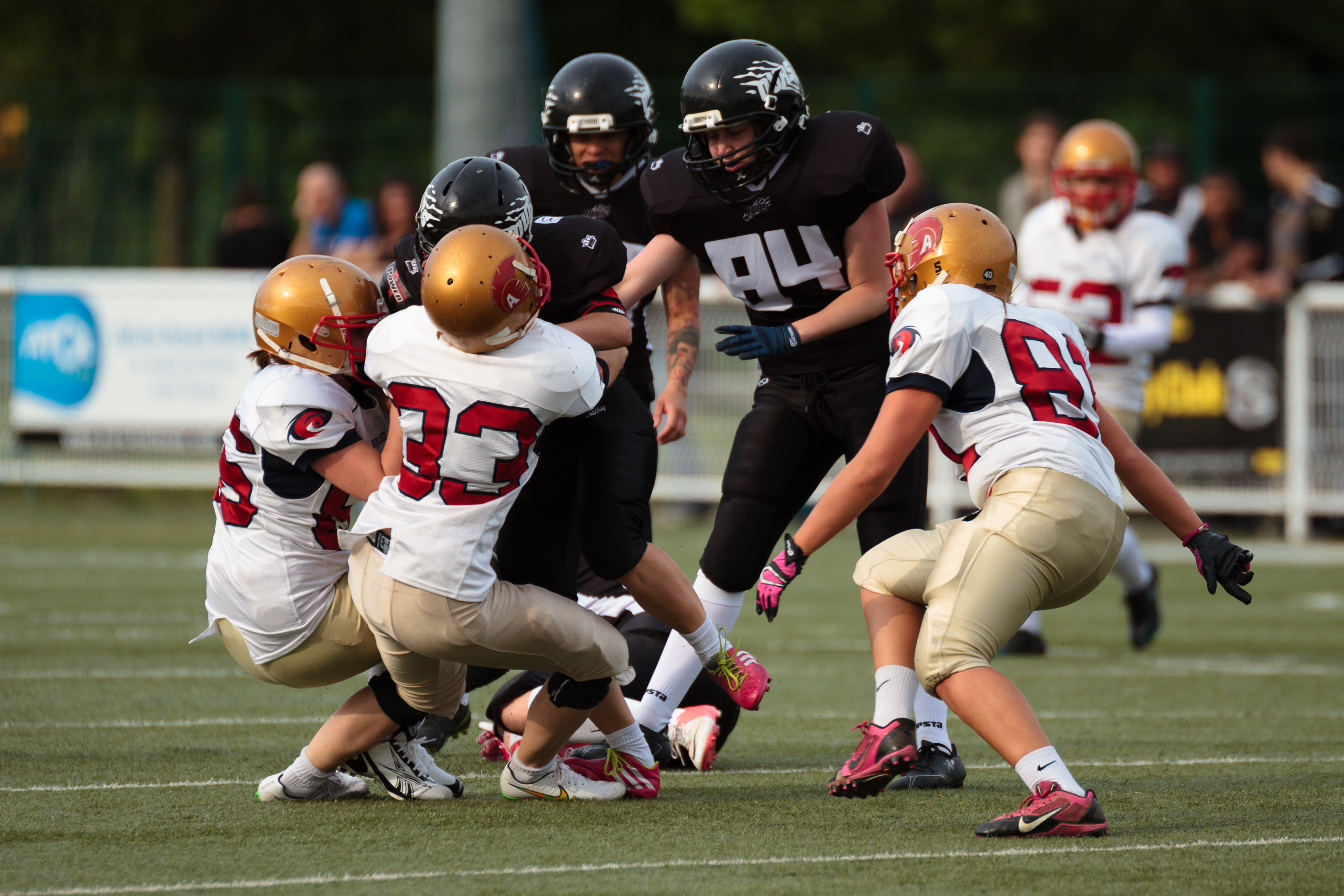
Équipe féminine en 2015
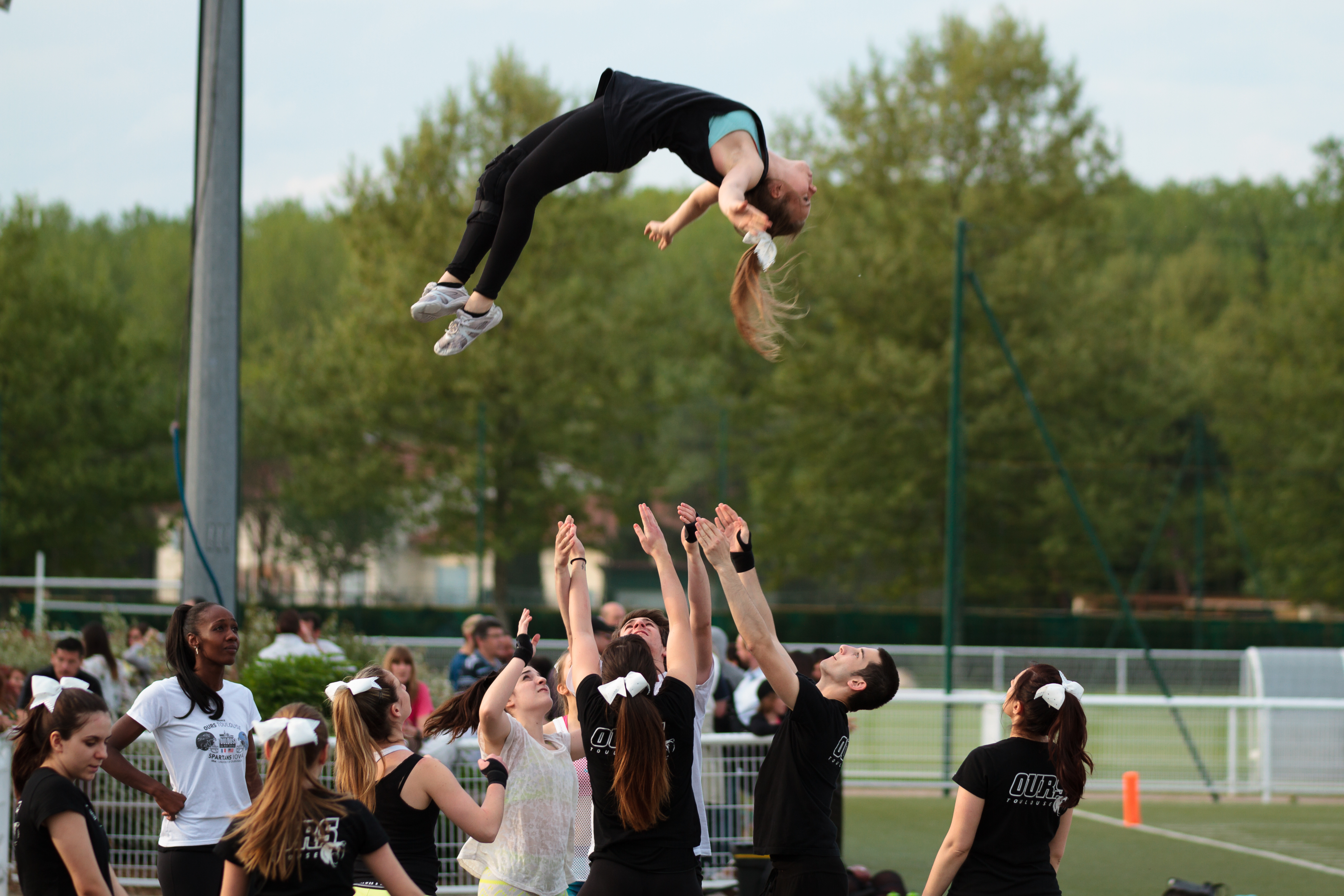
Cheerleaders

## Palmarès et dates clés
1983 - Naissance du football américain à Toulouse, les Centurians.
1986 - Les Centurians deviennent les Ours.
1987/88 - Vice champion de France D2. Accession en 1re Division.
1989/90 - Création au sein des Ours d'une École de Formation (Flag et Juniors). Rencontre internationale Ours de Toulouse vs Ours de Moscou (URSS)
1991/92 - Les Juniors sont 1/4 de finalistes et le Flag est 1/2 finaliste du Championnat.
1992/93 - Pour le Téléthon 93, les Ours tirent un Airbus A340 sur les pistes de l'Aérospatiale devant les caméras de France2, FR3 et TLT.
1993/94 - Deux Ours juniors participent avec l'équipe de France au championnat d'Europe Juniors à Berlin sous le patronage de la NFL et terminent 4e.
1994 - Organisation du match International France vs Espagne comptant pour les éliminatoires du championnat d'Europe des Nations (Senior).
2001 - L’association intègre le cheerleading.
2003 - Création de la section Cadet.
2004 - Obtention du label "développement".
2005 - Champion de France de Flag -15 ans. 1/2 finaliste junior. Club pilote pour le lancement des sections minimes en Midi-Pyrénées.
2006 - Champion de France de D3.
2009 - Vice champion de France Junior.
2010 - La section Flag s’ouvre à la pratique loisirs pour tous.
2011 - Champion de France de D3.
2012 - Intégration de 6 joueurs sourds dont 1 fille. (1 minime - 4 cadets - 1 junior).
2013 - Vice champion de France Cadet.

## Joueurs Notables
Le club des Ours a formé des joueurs internationaux et a offert un président à la Fédération Française de Football Américain (Frédéric Paquet qui a démarré aux Ours puis joué aux Argonautes d’Aix en Provence).
Équipe de France Senior :
8 joueurs internationaux ont porté les couleurs des Ours : Lavabre Gilles (championnat d’Europe 1987), Cortial Jean-Philippe (championnat d’Europe 1989 et 1991), Paquet Frédéric (championnat d’Europe 1989), Flavy Bruno (championnat d’Europe 1991), Senola Jean-Claude (championnat d’Europe 1991), Minouni Thomas (coupe du monde 2011), N’kishi Willy et Bartalan Pierre (Suède 2012), Martial Groslambert et Guillaume Rieux (coupe du monde 2011).
Équipe de France Junior :
10 Oursons ont déjà connu les joies d'une participation au championnat d'Europe Junior ou en coupe du monde Junior, en équipe nationale. Entre 1992 et 1994 c’est Laveyssière Julien et Rivéro David  qui se sont illustrés en championnat d’Europe Junior (finalistes en 1992).
En 2004, lors de la 6e édition du championnat d'Europe Junior, Jean-Maxime Goumas, Michel N'guyen et Adrien Caudrelier, tous les 3 hommes de ligne, ont été sélectionnés en équipe de France Junior championne d'Europe cette année-là.
En 2006, l'histoire se répète avec une nouvelle victoire, cette fois-ci ce sont les frères Bertrand et Thomas Mimouni qui s'illustrent en équipe de nationale. Bertrand est élu MVP (meilleur joueur) défensif de la finale, face à l'équipe allemande.
En 2008, c’est un autre homme de ligne Willy N’kishi qui représente les Ours. En 2010, le plaqueur défensif Dorian Adelin et Nagib Boumediene ont participé à la campagne de qualification au championnat d’Europe.

## Rencontres Internationales
1990 - Ours de Toulouse vs Ours de Moscou (URSS). Affluence record enregistrée en France (11 000 personnes) pour un match de football américain.
1992 - Ours vs Howlers de Barcelone (champions d'Espagne).
1992 - Sélection catalane (meilleurs joueurs catalans - Espagne) à Tarassa vs Ours.
1993 - Alliance Ours - Tuniques Bleues vs les Étoiles du Québec (sélections des meilleurs joueurs universitaires - Canada).
1994 - Bufals de Barcelone (Espagne) vs Ours.
1995 - Ours vs Boxers de Barcelone (Espagne).
1999 - Triangulaire Ours / Quakers de Willmington (équipe universitaire américaine) / Fenix de Granollers (champions d'Espagne) à Granollers.
2014 - Ours vs Spartans de l'Iowa (Université de Dubuque)

## Les présidences
- 1983 - 1986 : Dr Torossian (Centurians)
- 1986 - 1990 : J-M. Gaubert
- 1990 - 1991 : J. Gruson
- 1991 - 1992 : M-F. Chataigner
- 1993 - 1996 : A. Hudrisier
- 1997 - 2002 : P. Gharbi
- 2002 - 2007 : B. Demangel
- 2007 - 2010 : P. Perani
- 2010 - 2011 : B. Demangel
- 2011 - 2017 : P. Palos
- 2017 - : A. Montgénie